# Lee Dae-hoon
Lee Dae-hoon (kor. 이대훈, ur. 5 lutego 1992 w Seulu) – południowokoreański zawodnik taekwondo, wicemistrz olimpijski, mistrz świata.
Srebrny medalista igrzysk olimpijskich w Londynie w 2012 roku w kategorii do 58 kg. Mistrz Świata 2011 w kategorii wagowej do 63 kg. Na igrzyskach w Rio de Janeiro zdobył brązowy medal pokonując Jaouad Achaba z Belgii.
Jest mistrzem Azji z 2012 roku oraz mistrzem igrzysk azjatyckich w 2010 roku.